# Leptophyes
A Leptophyes a fürgeszöcskefélék családjának egyik neme. A genust Franz Xaver Fieber írta le 1853-ban.

## Jellemzői
A szöcskék csápja legalább négyszer nagyobb a testhosszuknál. Lábak meglehetősen hosszúak, lábszáruk kétszer hosszabb a torpajzsnál. Az ide tartozó fajok Európában, Ázsiában és Afrikában élnek. Magyarországon négy faj képviseli: a közönséges virágszöcske, a sárgászöld virágszöcske, az erdélyi virágszöcske és a rőthátú virágszöcske.

## Fajok
A nemhez 21 faj tartozik:
Sablon:Div col
- Leptophyes albovittata (Kollar, 1833)  közönséges virágszöcske
- Leptophyes angusticauda Brunner von Wattenwyl, 1891
- Leptophyes asamo Pavićević & Ivković, 2014
- Leptophyes axeli Willemse, Odé & Tilmans, 2022
- Leptophyes bolivari Kirby, 1906
- Leptophyes boscii Fieber, 1853  sárgászöld virágszöcske
- Leptophyes calabra Kleukers, Odé & Fontana, 2010
- Leptophyes discoidalis (Frivaldsky, 1867)  erdélyi virágszöcske
- Leptophyes festae Giglio-Tos, 1893
- Leptophyes helleri Sevgili, 2004
- Leptophyes intermedia Ingrisch & Pavicevic, 2010
- Leptophyes iranica (Ramme, 1939)
- Leptophyes karanae Naskrecki & Ünal, 1995
- Leptophyes laticauda (Frivaldsky, 1867)
- Leptophyes lisae Heller, 1988
- Leptophyes nigrovittata Uvarov, 1921
- Leptophyes peneri Harz, 1970
- Leptophyes punctatissima (Bosc, 1792)  rőthátú virágszöcske
- Leptophyes purpureopunctatus Garai, 2002
- Leptophyes sicula Kleukers, Odé & Fontana, 2010
- Leptophyes trivittata Bei-Bienko, 1950

## Fordítás
- Ez a szócikk részben vagy egészben  a   Leptophyes című angol Wikipédia-szócikk ezen változatának fordításán alapul.  Az eredeti cikk szerkesztőit annak laptörténete sorolja fel. Ez a jelzés csupán a megfogalmazás eredetét és a szerzői jogokat jelzi, nem szolgál a cikkben szereplő információk forrásmegjelöléseként.